# Pterotaea nota
Pterotaea nota là một loài bướm đêm trong họ Geometridae.